# 费洛拉伊
费洛拉伊是巴西巴拉那州的一个市镇。总面积191.133平方公里，总人口5050人，人口密度27.1人/平方公里。